# 国際連合タジキスタン監視団
国際連合タジキスタン監視団（こくさいれんごうタジキスタンかんしだん United Nations Mission of Observers in Tajikistan,UNMOT）はタジキスタンに展開した国際連合平和維持活動。1992年に発生したタジキスタン内戦を収拾するために、1994年12月16日に国際連合安全保障理事会決議968号によって創設された。

## 概要
タジキスタンはパミール高原を擁するなど山岳地帯にある国家であり、交通が不便であるため、小地域ごとの結びつきが強く、またアフガニスタンの北隣に位置し、イスラム教の影響がみられる。
ソ連時代末期より経済要因により、地域対立が深まっていったが、ソビエト連邦の崩壊に伴い1991年9月9日に独立宣言を行なった後、間もなく宗教要因も加わり政情不安に陥った。旧共産党の政権側と反体制側の対立は深まり1992年5月5日は首都・ドゥシャンベにおいて武力衝突に至った。
これ以降、武力衝突は地方部へ波及し、内戦状態へと移行した。9月には反体制側が政権を獲得したものの、旧政権側が奪還するなど混乱も激しく、周辺諸国の憂慮も深まっていった。国外からの武装援助が見られ、周辺諸国への波及も恐れられたことから、1993年には独立国家共同体による平和維持軍の現地展開が開始され、人道支援および治安維持にあたるようになった。和平仲介も行なわれ、1994年9月に一時停戦合意が結ばれた。これを受けて、和平を推進するために国際連合安全保障理事会では12月16日に決議968を採択、国際連合タジキスタン監視団(UNMOT)が創設されることとなった。UNMOTの任務は停戦状況の監視と、停戦合意の遵守状況に関して各派で構成された合同委員会への報告、人道支援協力、CIS平和維持軍の協力による警備などである。
1994年11月6日にエモマリ・ラフモンが大統領となり、各派の仲介が進められた。1997年6月27日に反体制派を閣僚内に入れることで和平合意が成立し、UNMOTは民兵の武装・動員解除に協力することとなった。2000年には国際連合と欧州安全保障協力機構の支援の下に議会選挙が行なわれている。情勢が安定したこともあり、2000年5月をもってUNMOTは終了、国際連合タジキスタン和平構築事務所(UNTOP)へと移行した。UNMOTの規模は最大時で軍事要員120名。活動中に軍人3名を含む7名の殉職者を出した。民間人の殉職者の一人は日本の秋野豊氏である。